# Пенанггунган
Гора Пенанггунган (индон. , яв. и мад. Gunung Penanggungan) — небольшой стратовулкан, расположенный к северу от вулканического комплекса Арджуно–Велиранг в провинции Восточная Ява, остров Ява, Индонезия. Гора Пенанггунган находится примерно в 40 километрах к югу от Сурабаи, и ее можно увидеть оттуда в ясный день. На склоне горы имеется несколько индуистско-буддийских святилищ, священных мест и памятников, датируемых  977–1511 гг. Вокруг вулкана находятся лавовые потоки и пирокластические отложения.